# Jack Falahee
Jack Falahee (* 20. února 1989 Ann Arbor, Michigan, USA) je americký herec, účinkující převážně v televizních seriálech a filmech.
Po několika epizodních rolích ztvárnil v roce 2014 postavu Charlieho McBridea v mysteriózním teenagerském seriálu Twisted a zároveň homosexuálního studenta práv Connora Walshe v seriálu ABC Vražedná práva (How to Get Away with Murder). Jako ústřední postava, středoškolská baseballová hvězda Parker Pierce se téhož roku objevil v celovečerním filmovém dramatu Slider. Objevil se také ve filmovém dramatu Escape from Polygamy.